# Karl-Heinz Grasser

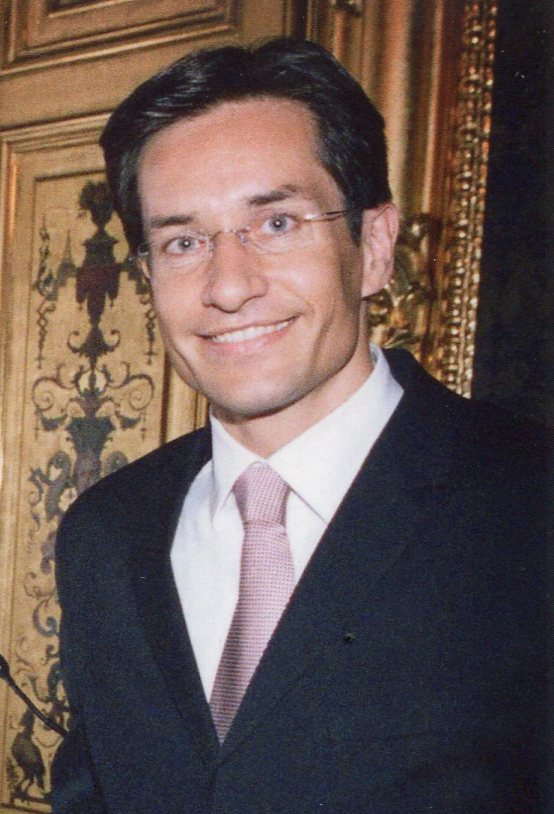
Karl-Heinz Grasser (2004)

Karl-Heinz Grasser (* 2. Jänner 1969 in Klagenfurt) ist ein ehemaliger österreichischer Politiker (parteilos, bis 2003 FPÖ). Er war von Februar 2000 bis Jänner 2007 österreichischer Finanzminister in den Bundesregierungen Schüssel I (ÖVP-FPÖ) und II (ÖVP-FPÖ bzw. BZÖ). 
Nach einem mehrjährigen Prozess wurde er durch den Obersten Gerichtshof im Instanzenzug im März 2025 wegen Untreue und Geschenkannahme zu einer Freiheitsstrafe von vier Jahren verurteilt. Im Juni 2025 trat er die Haft an.

## Leben
Grassers Eltern, die sich der FPÖ angeschlossen hatten, betrieben in Kärnten einen Kfz-Handel. Karl-Heinz Grasser bestand 1987 die AHS-Matura mit Auszeichnung am Ingeborg-Bachmann-Gymnasium in Klagenfurt und erlangte durch das folgende Studium der angewandten Betriebswirtschaftslehre 1992 an der Universität Klagenfurt den Magister-Grad. Seine Diplomarbeit trägt den Titel Die Klein-AG der Schweiz – Zivilrechtliche und steuerrechtliche Grundlegung sowie Gestaltungen und Probleme der Rechtspraxis.
Im Jahre 1992 machte Grasser Bekanntschaft mit Jörg Haider, zu dessen politischem Umkreis er fortan gezählt wurde. Im selben Jahr wurde er wissenschaftlicher Fachreferent für Tourismuspolitik und parlamentarischer Mitarbeiter im Parlamentsklub der FPÖ. Er erhielt 1993 die Positionen des Geschäftsführers der Freiheitlichen Akademie und des gleichberechtigten Generalsekretärs der FPÖ.
Von 1994 bis 1998 war Grasser Landeshauptmann-Stellvertreter in der Kärntner Landesregierung unter Landeshauptmann Christof Zernatto (ÖVP). Dann folgte ein Wechsel in die Privatwirtschaft zum Unternehmen Magna International, bei dem er Vizepräsident für Human Resources and Public Relations war. Im selben Jahr wurde Grassers erste Ehe geschieden. Ab 1999 war er zusätzlich Geschäftsführer der zur Magna-Gruppe gehörenden Sport Management International (SMI). Bis Ende 1999 war Grasser auch Vorstandsmitglied der Sir Karl Popper Foundation, in der er Mitglied ist.

### 2000–2003
Im Jahr 1999 kehrte Grasser als Kandidat der FPÖ in die Politik zurück. Nach der Bildung einer ÖVP-FPÖ-Koalition unter Bundeskanzler Schüssel als Ergebnis der Nationalratswahl 1999 wurde er als Finanzminister angelobt. Seine Bestellung erfolgte überraschend, nachdem Bundespräsident Thomas Klestil die Angelobung von Thomas Prinzhorn als Finanzminister wegen dessen ausländerfeindlichen Äußerungen verweigert hatte.
Im Herbst 2002 trat Grasser auf Grund des „Knittelfelder Putsches“, bei dem sich die FPÖ-Parteitagsdelegierten einschließlich Jörg Haider gegen die Regierungsmitglieder der FPÖ wandten, als Finanzminister zurück – gleichzeitig mit der damaligen Vizekanzlerin und FPÖ-Bundesparteichefin Susanne Riess-Passer und dem damaligen Klubobmann Peter Westenthaler. Diese Ereignisse veranlassten die ÖVP, Neuwahlen auszurufen.

### 2003–2006
Nach der Nationalratswahl 2002 trat Grasser aus der FPÖ aus und wurde im neuen Kabinett Schüssel als parteiloser Finanzminister angelobt. Obwohl er kein Parteimitglied war, wurde er daraufhin von österreichischen Leitmedien wie etwa der Austria Presse Agentur als „ÖVP-Minister“ bezeichnet, weil er im Bundesvorstand der ÖVP tätig war und damit eine Spitzenfunktion in dieser Partei ausübte. Nach der massiven Wahlniederlage der ÖVP bei der Nationalratswahl 2006 wäre Grasser auf Wunsch des damaligen ÖVP-Chefs Wolfgang Schüssel beinahe zum Vizekanzler gewählt worden. Laut dem ehemaligen ÖVP-Chef Erhard Busek ist dies jedoch vom früheren ÖVP-Klubobmann Andreas Khol verhindert worden.
Am 22. Oktober 2005 heiratete Grasser die um vier Jahre ältere Swarovski-Erbin Fiona Pacifico Griffini in Dürnstein in der Wachau unter großer Aufmerksamkeit der Boulevardpresse.

### 2007–2008
Am 9. Jänner 2007 verkündete Grasser nach wochenlangen Spekulationen seinen Abschied aus der Bundespolitik. Am 13. Juni 2007 gaben er, Ex-Verbund-Chef Hans Haider und Bankier Julius Meinl bekannt, als Partner in dem neuen Energie-Investmentfonds Meinl International Power einzusteigen, der den Bau von Kraftwerken in Osteuropa finanzieren sollte. Im selben Jahr wurde Grasser in den Aufsichtsrat des Fonds C Quadrat gewählt.
Die von Grasser gemeinsam mit Walter Meischberger 2007 gegründete Lobbying-Agentur Valora Solutions wurde nach einem Jahr wegen ausbleibender Geschäftserfolge aufgelöst. Im Zuge der Privatisierung der Telekom Austria sollen an die Valora 6,5 Millionen Euro geflossen sein. Es besteht daher der Verdacht, dass die Firma nicht für gewöhnliche Geschäftszwecke gegründet wurde. Die Staatsanwaltschaft leitete Ermittlungen wegen Verdachts der Untreue ein. Nach der Auflösung von Valora gründete Grasser die Vermögensverwaltung SMW OG.
Am 3. September 2007 kam Grassers erstes Kind, eine Tochter, in Innsbruck zur Welt.
2008 wurde das Board von Meinl International Power abgewählt, wodurch Grasser seinen dortigen Posten verlor.

### Seit 2009
Im April 2009 verkaufte Grasser seine Anteile an der Nachfolgegesellschaft von Meinl International Power, nachdem Julius Meinl V. festgenommen worden war. Am 27. September 2010 legte er seinen Posten als Aufsichtsratsvorsitzender der Fondsgesellschaft C-Quadrat nieder und schied gleichzeitig aus dem Aufsichtsrat aus.
Am 26. Mai 2011 ließ die Staatsanwaltschaft Wien im Rahmen des Finanzstrafverfahrens gegen Grasser an zehn Privat- und Firmenadressen in Wien, Kärnten und Tirol Hausdurchsuchungen durchführen.
Mitte 2009 gründete Grasser zusammen mit seinem „väterlichen Freund“ und Immobilienmakler Ernst Karl Plech die Immobiliengesellschaft GPS. Aus diesem Unternehmen stieg Grasser im Jänner 2011 aus.

## Politische Positionen
Karl-Heinz Grasser vertrat die Ansicht, dass eine „stabilitätsorientierte Fiskalpolitik“ nur durch konsequente „Flexibilisierung der Märkte“ mittels Deregulierung und Privatisierung sowie durch „Entlastung der Wirtschaft von Verwaltungs- von Gesetzesbefolgungskosten“ zu erreichen sei.
Diese finanzpolitische Zielsetzung wurde vom politischen Gegner oft als monetaristisch und neoliberal bezeichnet. Auffallend war auch die von ihm selbst forcierte Verschlagwortung seiner Finanzpolitik („Ein guter Tag beginnt mit einem sanierten Budget“, „mehr privat, weniger Staat“). Das berühmteste der von ihm kreierten Schlagworte ist das „Nulldefizit“ (der ausgeglichene Staatshaushalt), das zu erreichen er als „zentralen Inhalt des Regierungsprogramms“ präsentierte. Dieses Ziel wurde im Jahr 2002 einmalig durch eine Erhöhung von Steuern, Gebühren, Abgaben und Mauten (als einziges Land der EU erhöhte Österreich im Konjunkturtief die Steuern, die Abgabenquote erreichte in der Folge 2001 mit 46,5 % sogar den Rekordwert der Zweiten Republik) und Reduzierung der Verwaltungskosten und Staatsausgaben erreicht. Ebenfalls dazu beigetragen hat der Verkauf und die Teilprivatisierung von Staatsunternehmen wie der Österreichischen Tabakwerke sowie der Verkauf von Gold- und Devisenreserven im Zuge der Euro-Einführung durch die Oesterreichische Nationalbank; in den Jahren 2001 bis 2003 zahlte die Nationalbank jeweils über 950 Millionen Euro an den Bund, doppelt so viel wie im langjährigen Schnitt.
Grasser wurde von den Oppositionsparteien und einigen Medien vorgeworfen, dass er nur durch den Verkauf von liquiden und gewinnbringend wirtschaftenden Staatsbetrieben das Nulldefizit erreicht habe. Kritisiert wurde weiters, dass das Nulldefizit aufgrund des Einmaleffekts vorgezogener Steuereinnahmen sowie Überwälzung von Ausgaben auf die Bundesländer erreicht wurde. Außerdem sei der Zeitpunkt der Ausgabensenkungen während der wirtschaftlich schlechten Stimmung nach dem Platzen der „New Economy-Blase“ sowie dem 11. September falsch gewesen.
Das Budgetdefizit des Folgejahres 2004 betrug 4,4 % (der Wert wurde von den EU-Behörden nachträglich korrigiert, nachdem Grasser offiziell 1,2 % gemeldet und dabei Staatsausgaben im Umfang von 7,5 Milliarden Euro für die Österreichischen Bundesbahnen nicht eingerechnet hatte); jenes des Jahres 2005 fiel mit 1,5 % geringer als veranschlagt (1,7 %) aus.

## Öffentliche Kontroversen
Karl-Heinz Grasser wurde von der Opposition und einigen österreichischen Medien, darunter u. a. von den Tageszeitungen Der Standard und Kurier sowie der Wochenzeitung Falter, stark kritisiert. Wichtigster Kritikpunkt an der Person und dem Politiker war dessen Amtsverständnis als Bundesminister der Republik. Grasser wurde auch vorgeworfen, sein Amt zur persönlichen Bereicherung benutzt zu haben. Die Opposition verlangte wiederholt seinen Rücktritt vom Ministeramt.
Die Justiz verdächtigt Grasser, über ein Netzwerk von Firmen und Stiftungen in Liechtenstein, Zypern und der Karibik dubiose Gelder kassiert zu haben. Willibald Berner, ehemaliger Kabinettschef unter FPÖ-Verkehrsminister Michael Schmid, berichtete in einer zeugenschaftlichen Vernehmung vor dem Staatsanwalt von einem Masterplan der FPÖ, wonach einzelne Persönlichkeiten wie Peter Hochegger, Walter Meischberger und Grasser von den im Regierungsprogramm festgelegten Privatisierungen finanziell profitieren sollten. Berner arbeitete später für den Internetanbieter YLine, dessen Tochterunternehmen die umstrittene Homepage für Grasser gestaltete.
Am 14. Juli 2010 gab die Staatsanwaltschaft bekannt, die Ermittlungen auf weitere Privatisierungen in der Ära Grasser, darunter Postsparkasse, Staatsdruckerei, Flughafen Wien, Dorotheum, Siemens Österreich, Voestalpine Stahl, Strohal Rotationsdruck, Österreichischer Postbus, Böhler-Uddeholm, VA Erzberg und Austria Tabak, auszudehnen.

### Homepage-Affäre
In der „Homepage-Affäre“ wurde Grasser vorgeworfen, im Jahr 2004 283.424 Euro an Spendengeldern der österreichischen Industriellenvereinigung zwecks Erstellung seiner offiziellen (nach anderen Angaben auch: privaten) Website nicht versteuert zu haben. Grasser betonte, dass die Spenden nicht an ihn, sondern an den am 25. März 2001 gegründeten Verein zur Förderung der New Economy geflossen seien. Grasser selbst war nicht Mitglied des Vereins; Vereinsobmann war Matthias Winkler, Grassers Kabinettschef.
Der Auftrag zur Erstellung der Webseite wurde an FirstInEx vergeben und wieder storniert. FirstInEx war ein Tochterunternehmen des später unter ungeklärten Umständen mit mehr als 22 Millionen Euro Verbindlichkeiten in Konkurs gegangenen Internetanbieters YLine. Grasser war an Yline mit 285 Aktien beteiligt. Sein Vater hielt Aktien an FirstInEx. Die Staatsanwaltschaft ermittelte. Der Auftrag wurde storniert und für 105.000 Euro an die Matrix Communications Group GmbH unter Beteiligung von Peter Hochegger vergeben.

### Lobbyist zahlt Grassers Urlaubsreise
Im Jahr 2004 bezahlte Walter Meischberger über die Agentur Zehn Vierzig für Grasser eine Urlaubsreise auf die Seychellen. Grasser begründete dies damit, dass Meischberger Sonderkonditionen erhalten habe, er ihn deshalb die Buchung vornehmen ließ und ihm später das Geld refundiert habe. (siehe BUWOG-Affäre)

### BUWOG-Affäre
Im Jahr 2009 rückte Grasser im Zuge der Affäre um Provisionszahlungen in Zusammenhang mit der Privatisierung der Bundeswohnungen im Jahr 2004 in den Mittelpunkt des Medieninteresses. Zwei Bekannte des damaligen Finanzministers Grasser, der PR-Berater Peter Hochegger und der Lobbyist und ehemalige FPÖ-Politiker Walter Meischberger, hatten Selbstanzeige erstattet, weil sie 9,6 Millionen Euro Honorar, das sie vom Sieger des BUWOG-Verkaufs Immofinanz erhielten, über eine Briefkastenfirma namens Astropolis an der Finanz vorbeigeschmuggelt hatten. Die Immofinanz hatte die bis dahin bestbietende CA Immo in letzter Minute überraschend um 1,3 Millionen Euro (entsprechend 0,135 Prozent) überboten. Die Insiderinformation, wonach das Bestgebot bei 960 Millionen Euro lag, soll von Grasser über Meischberger und Hochegger gegen Provision an die Immofinanz weitergegeben worden sein. Grasser beteuerte, von der Zahlung nichts gewusst zu haben, ein ehemaliger Mitarbeiter Grassers bezeichnete den Deal jedoch als „abgekartetes Spiel“. Gegen Grasser wurde wegen Verdachts auf Amtsmissbrauch und Bruch des Amtsgeheimnisses und wegen Verdachts auf Untreue ermittelt. Die Justizbehörden glaubten, dass Grasser von Ende 2005 bis Anfang 2010 mehr als 800.000 Euro an Provisionen aus dem Verkauf der BUWOG erhielt.
Anfang Februar 2012 schloss sich die CA Immo dem Strafverfahren als Privatbeteiligte an und forderte laut der Wochenzeitung Falter von den Beschuldigten 200 Mio. Euro Schadenersatz für „entgangenen Gewinn“ und Beraterkosten.
Im März 2012 verlor Grasser einen Prozess gegen Gabriela Moser. Moser musste ihre Behauptung, der Ex-Minister hätte „konspirative Gespräche“ geführt, die eine illegale Einflussnahme auf das Buwog-Verfahren zum Ziel gehabt hätten, vorerst nicht widerrufen.

### Postenvergabe für Überlassung eines Porsche
Am 15./16. März 2005 hatte die damalige Verlobte von Karl-Heinz Grasser, Natalia Corrales-Diez, einen Unfall mit einem Porsche Cayenne. Die Untersuchungen ergaben, dass das Auto dem damaligen Finanzminister Grasser von seinem „Wahlonkel“ Burckhard Graf zur Verfügung gestellt worden war. Dieser „Freund der Familie“ saß seit 2001 auf Vorschlag seines „Nenn-Neffen“ Grasser als Aufsichtsrat in zwei Gesellschaften, die zu 100 Prozent im Eigentum der Republik Österreich stehen: in der Bundespensionskasse und im Bundesrechenzentrum. Bei Letzterem war Grasser Eigentümervertreter. Neben der Fragwürdigkeit, die durch die Annahme von Zuwendungen von einem „Günstling“ entstand, stellte sich auch die Frage nach der Versteuerung dieser Zuwendung. (siehe auch Abschnitt: Verdacht auf Korruption bei der ELAK-Einführung)

### Verdacht auf Anstiftung zum Amtsmissbrauch im Zuge der Hochzeit
Grasser wurde 2005 von Peter Pilz und 2011 vom Staatsanwalt vorgeworfen, bei seiner Hochzeit gegen das Meldegesetz verstoßen und den damaligen Bürgermeister von Weißenkirchen zum Amtsmissbrauch angestiftet zu haben. Grasser fürchtete durch die Ehefähigkeitsprüfung am Standesamt seines Hauptwohnsitzes Wien Indiskretionen vor der Hochzeit. Auch Bürgermeister Bodenstein verwies darauf, ohne Ansehen der Person oder des Amtes im Rahmen der gesetzlichen Möglichkeiten zu helfen. Am 9. Februar 2015 wurden die Ermittlungen mit der Begründung eingestellt, dass Grasser ohnehin mehrere Straftaten angelastet werden.

### Terminal-Tower-Affäre
Die Porr, 2007 bis 2014 geleitet von Horst Pöchhacker, vereinbarte 2005 mit Meischberger und Hochegger ein Beraterhonorar von 200.000 Euro, um „Hindernisse in Zusammenhang mit einem von der Porr in Linz entwickelten Büroprojekt aus dem Weg zu räumen“. Bei dem Projekt handelte es sich um den von der Porr und der Raiffeisenlandesbank Oberösterreich errichteten Terminal Tower nahe dem Linzer Hauptbahnhof. Die Projektbetreiber wünschten sich die Finanzlandesdirektion Oberösterreich als Mieter, die politisch dem von Karl-Heinz Grasser geführten Finanzministerium unterstellt war. Grasser sprach sich zunächst aufgrund der höheren Mietkosten gegen den neuen Standort aus, revidierte jedoch seine Meinung just zu dem Zeitpunkt, als die zur Porr AG gehörende UBM-Realitätenentwicklung-AG (UBM) die beiden Berater Meischberger und Hochegger engagierte.
Im Gegensatz zum ersten Auswahlverfahren traf das Ministerium die Entscheidung diesmal freihändig. Die Vertreter der Finanz-Dienststellen, die der Übersiedlung äußerst kritisch gegenüberstanden, wurden kurzerhand aus der Vergabekommission ausgeschlossen. Wie bei der BUWOG erfolgte die Auszahlung des Porr-Honorars erst 2007. Auch diese Transaktion soll über die zypriotische Briefkastenfirma Astropolis gelaufen sein.
Am 28. Jänner 2010 kam es im Auftrag der Staatsanwaltschaft zu Hausdurchsuchungen in den Wiener Büroräumlichkeiten des Baukonzerns Porr und dessen Immobilientochter UBM. Die Justiz hegte den Verdacht der Untreue, Geschenkannahme durch Beamte und Bestechung. Unter Mitwirkung von Immobilienmakler Ernst Karl Plech soll ein „Einmalbetrag von 700.000 Euro“ zugunsten Karl-Heinz Grassers geflossen sein. Der frühere Porr-Vorstand und spätere ÖBB-Chef Martin Huber hatte bei seiner Zeugeneinvernahme Pöchhacker und den Grasser-Vertrauten Plech schwer belastet.

### Post-Privatisierung
Im Mai 2006 wurde die Österreichische Post teilprivatisiert. Die Raiffeisen Centrobank (RCB), die am Börsengang beteiligt war, zahlte eine Erfolgsprovision in Höhe von 350.000 Euro an Hocheggers Valora AG. Das Geld soll zum Teil weitergeflossen sein an die Valora Solutions, an der Meischberger, Hochegger und später auch Grasser beteiligt waren.

### Novomatic-Affäre
Die Wochenzeitschrift Falter veröffentlichte im Jänner 2012 neue Details zur Novomatic-Affäre. Im Jahr 2006 hätten – so der ÖVP-Parlamentarier Günter Stummvoll in einer Zeugenaussage – Grassers Leute den ÖVP-Parlamentsklub förmlich „überrumpelt“, um eine Aufweichung des Glücksspielmonopols zu erreichen. Davon hätten der Automatenkonzern Novomatic und die Telekom Austria profitiert, die bereits Pläne für ein gemeinsames Projekt ausgearbeitet hatten. Walter Meischberger, Lobbyist und Trauzeuge Grassers, habe von Novomatic 465.000 Euro erhalten, der Betrag sei aber an die Lobbying-Agentur Valora Solutions geflossen, an der neben Meischberger auch Grasser und Hochegger beteiligt waren.
Beim vom österreichischen Parlament eingesetzten Untersuchungsausschuss zur Klärung von Korruptionsvorwürfen wurde auch Novomatic-Generaldirektor Franz Wohlfahrt zu den geflossenen Geldern befragt. Dieser gab an, dass er mit Meischberger und Hochegger Beratungsverhältnisse unterhielt, behauptete aber immer wieder, dass diese nur Marketingkonzepte für Admiral und Novomatic erstellten und Beratungstätigkeiten bei der Vorgehensweise zur Gesetzesänderung beim Glücksspielmonopol leisteten. In den Augen Wohlfahrts stellte das Verhalten seiner Firma aber nichts Ungewöhnliches dar, er unterstrich in seiner Aussage sogar, dass die guten Kontakte Meischbergers zu Finanzminister Grasser für dessen Engagierung gesprochen hätten.
Die Novellierung des Gesetzes ist deshalb geplatzt, da das BZÖ bei der entscheidenden Finanzausschusssitzung am 5. Juli 2006 unerwartet dagegen stimmte. Diese plötzliche Umentscheidung soll mit einem Auftrag zu einer Studie in Höhe von 300.000 Euro an die BZÖ-Werbeagentur „Orange“ durch die Casinos Austria unmittelbar zusammenhängen, welche selbst durch die Novellierung benachteiligt worden wären.

### Constantia Privatbank zahlt Grassers Hotelkosten
Im Jahr 2006 wurde eine Einladung Grassers zu einem Vortrag samt Nächtigung in St. Moritz auf Kosten der Constantia Privatbank bekannt. In einer Aussendung des Finanzministeriums hieß es dazu laut Der Standard: „Die Vorwürfe der Grünen werden als ‚vollkommen haltlos‘ bezeichnet. Außerdem habe sich Grasser stets an die österreichischen Gesetze gehalten, Pilz sei wegen seiner ‚unredlichen Angriffe‘ auf den Finanzminister bereits zweimal rechtskräftig verurteilt worden.“

### BAWAG-Affäre
Im Frühjahr 2006 gab Grasser als Bundesfinanzminister der Finanzmarktaufsicht parteipolitische Ziele vor, wie bei den Ermittlungen im BAWAG-Skandal vorzugehen sei:
- Die Schuld am BAWAG-Desaster ist einem (nicht näher genannten) SPÖ-Netzwerk anzulasten
- Die Behörden müssen von jedem Anschein des Versagens in dieser Causa reingewaschen werden
- Als Retter von BAWAG und Anlegern ist die damalige ÖVP/BZÖ-Regierungstruppe zu präsentieren

Namhafte Verfassungs- und Staatsrechtler sahen hier Grasser am Rande der Legalität agieren und meinten, sein Verhalten verdiene eine eingehende Prüfung auf strafrechtliche Relevanz (Amtsmissbrauch). ÖVP-Politiker und Grasser selbst wiesen dies zurück und erklärten, dass solche Aktionen durchaus legal seien, im Rahmen des politisch Alltäglichen lägen und der politischen Selbstverteidigung dienten. Die Ermittlungen der Staatsanwaltschaft gegen Grasser wegen Verdachts des Amtsmissbrauchs und der Verletzung des Amtsgeheimnisses wurden am 16. April 2008 eingestellt.
Im Juli 2006 wurde bekannt, dass Grasser den in die BAWAG-Affäre involvierten Wolfgang Flöttl mehrmals getroffen hatte. Unter anderem verbrachte Grasser im August 2005 zwei Tage mit Flöttl gemeinsam auf einer Yacht von Julius Meinl V. Dies wurde von Grassers Sprecher zunächst öffentlich dementiert, nach zwei Tagen wurden die Treffen mit Flöttl jedoch bestätigt. Grasser bestritt die persönliche Bekanntschaft mit Flöttl nun nicht mehr. Grassers früherer Pressesprecher Lepuschitz ist Staatskommissär bei der Julius Meinl Investment GmbH. Wolfgang Flöttl wiederum war in unterschiedlichen Aufsichtsratsfunktionen bei der Meinl-Bank tätig.

### Hypo Group Alpe Adria
Laut dem österreichischen Nachrichtenmagazin Format soll Grasser im Zeitraum 2006/07 am umstrittenen Verkauf der Hypo Group Alpe Adria mitverdient haben. Er soll sich noch während seiner Amtszeit mit einer halben Million Euro indirekt über die Schweizer Treuhandgesellschaft Ferint AG an der von Tilo Berlin geleiteten Investorengruppe beteiligt und damit gegen das Unvereinbarkeitsgesetz verstoßen haben. Grasser hätte das Investment dem Präsidenten des Rechnungshofes melden müssen. Grasser ließ die Berichte durch seinen Anwalt dementieren. Am 26. März 2010 veröffentlichte Format einen vertraulichen Prüfbericht der Oesterreichischen Nationalbank (OeNB), in dem Grassers Geschäfte detailliert nachgewiesen werden. Am 1. April 2010 zitierte die Süddeutsche Zeitung aus einer E-Mail von Tilo Berlin vom 22. Dezember 2006 an Grasser. Darin wurde der damalige Finanzminister gebeten, den Betrag für die geplante Beteiligung an der Hypo Alpe Adria zu überweisen. Die E-Mail enthielt auch den Zeichnungsschein und alle weiteren Unterlagen für die Transaktion.

### Verdacht auf Korruption bei der ELAK-Einführung
Im Oktober 2009 erstattete ein ehemaliger Sublieferant Anzeige gegen Grasser und die frühere Geschäftsführung des Bundesrechenzentrums wegen des Verdachts auf Korruption. Die Staatsanwaltschaft ordnete daraufhin Hausdurchsuchungen im Rechenzentrum sowie bei Siemens an. Zuvor hatte bereits der Rechnungshof auf die gegenüber dem Budgetvoranschlag seit 2001 angefallenen Mehrkosten von 300 Millionen Euro hingewiesen und die überhöhten Ausgaben für den Elektronischen Akt (ELAK) kritisiert, dem keine Effizienzsteigerungen gegenüberstanden.

### Ermittlungen wegen möglicher Geldwäsche
Im Frühjahr 2010 leitete die Finanzmarktaufsicht (FMA) im Zuge des Prüfberichtes der Nationalbank Sonderermittlungen wegen möglichen Verstoßes gegen Geldwäschebestimmungen ein. Geprüft wurde, ob Grasser und die Ferint AG bei der Beteiligung am Verkauf der Hypo Group Alpe Adria gegen § 40 des Bankwesengesetzes verstoßen haben. Darin sind die Sorgfaltspflichten zur Bekämpfung von Geldwäscherei und Terrorismusfinanzierung festgeschrieben.

### Steuerhinterziehung
Ende Jänner 2011 wurde bekannt, dass Grasser im Herbst 2010 Selbstanzeige bei der Finanz erstattete. Er hatte von 2002 bis 2008 – also auch in der Zeit seiner Tätigkeit als Finanzminister – Einkünfte aus Spekulationsgewinnen und Dividenden nicht versteuert. Grasser hat die Steuerschuld in Höhe von 18.000 Euro mittlerweile beglichen. Mögliche weitere Steuerschulden von vor 2002 sind bereits verjährt.
Die Finanz hegt „den konkreten Verdacht einer Abgabenhinterziehung bezüglich Umsatzsteuer, Einkommensteuer und Kapitalertragsteuer“, etwa über die „in Steueroasen angesiedelte“ Silverland-Stiftung, die Levesque Holding und die Gemain Limited. Grassers ehemaliger Steuerberater hatte bei der Einvernehmung durch die Staatsanwaltschaft behauptet, Grasser habe zwischen 2007 und 2009 „dank Julius Meinl“ 8,45 Millionen Euro verdient, davon allerdings 5,376 Millionen Euro nicht versteuert.

### Verfahren wegen Ehrenbeleidigung
Am 25. Juli 2012 wurde Grasser am Landesgericht für Zivilrechtssachen Wien zu einer Geldstrafe von 5.000 Euro wegen Ehrenbeleidigung verurteilt. Er hatte in Zusammenhang mit der BUWOG-Causa einen ehemaligen Mitarbeiter als „psychisch labil“ bezeichnet und gemeint, dieser benötige „dringend psychische Hilfe“.

### Brettspiel KHG – Korrupte haben Geld
Im November 2015 wurde beim Wiener Spielefest das Brettspiel „KHG – Korrupte haben Geld“ vorgestellt. In diesem Spiel, dessen erste Auflage durch Crowdfunding finanziert worden war, betrügen und unterschlagen die Mitspieler so lange, „bis die Staatskasse leer ist“. In den Spielregeln heißt es: „Dabei gilt natürlich stets die Unschuldsvermutung. Alles ist erlaubt, was nicht explizit verboten ist.“ Der ORF konstatierte, „das Spiel ähnele in gewisser Weise Monopoly – mit legalen Mitteln kommt man allerdings nicht weit.“ Die Tasche zum Spiel trägt den Aufdruck: „Wos woar mei Leistung?“, ein Ausspruch Walter Meischbergers während einer seiner Affären, welcher zum Unspruch des Jahres gewählt wurde.
Karl-Heinz Grasser, der verkürzt auch KHG genannt wird, verklagte die beiden Spieleentwickler – Klaus Hofegger und Christian Felsenreich – unter anderem wegen Verletzung seines Namens- und Persönlichkeitsrechts. Im Juni 2016 wies das Wiener Landesgericht für Zivilrechtssachen die Klage in erster Instanz ab, da die Ausgestaltung des Spiels keinen rechtswidrigen Eingriff in die Persönlichkeitsrechte des Klägers darstelle. Einer Berufung an das Oberlandesgericht Wien wurde keine Folge gegeben, ebenso wenig der anschließenden Revision zum Obersten Gerichtshof. Sowohl die zweite, als auch die Höchstinstanz teilten die Rechtsauffassung des Wiener Landesgerichts für Zivilrechtssachen. Eine Individualbeschwerde Grassers wies der Europäische Gerichtshof für Menschenrechte am 16. Mai 2019 als unbegründet zurück.

### Schwiegermutter-Geld
In dieser Affäre geht es um Geldflüsse und jene 500.000 Euro, die als „Schwiegermutter-Geld“ Aufsehen erregten. Zu den 500.000 Euro, die Grasser von seiner Schwiegermutter erhalten hat, sagte er im BUWOG-Prozess und später: „Es sollte dokumentiert sein, dass die 500.000 nicht mein Geld sind, das Geld kam von der Schwiegermutter und ging zu ihr zurück“. In der Familie sei es egal, ob es sich um eine „Zurückzahlung“ oder „Weiterleitung“ handelt. Aus diesem Grund habe er die Meinl Bank und Ferint gewählt. Bestätigungen für die Bareinzahlungen habe er nicht gebraucht. Für ihn, Grasser, sei es ausgeschlossen gewesen, dass der Meinl-Banker W. sich nicht an die Abmachung hielt.

### Weitere Affären
- 2003 ernannte Grasser den Betreuer seiner geplanten Dissertation, Herbert Kofler, zum Leiter der Steuerreformkommission.[75][76]
- Im Jahr 2005 war Grasser bei seiner Privatreise von der österreichischen Fluggesellschaft Austrian Airlines bevorzugt behandelt worden (sog. „Upgrading-Affäre“)
- 2005 sorgte Grassers Urlaub auf den Malediven für Aufregung, als er nach der Tsunamikatastrophe im Indischen Ozean seinen Urlaub nicht abbrach und verschiedene Stellen Grassers Rechtfertigungsversuche umgehend dementierten: Zuerst erklärte Grasser, dass ihn die Regierung der Malediven bat zu bleiben, um bei den Hilfsmaßnahmen zu helfen. Das stellte sich als unwahr heraus. Danach erklärte er, dass kein Platz für einen Rückflug zur Verfügung gestanden habe. Dies wurde wiederum von den Austrian Airlines dementiert.
- Auch von der Kritik von der ÖVP blieb Grasser nicht verschont. Im Jahr 2005 bezeichnete Ferdinand Maier, Abgeordneter der ÖVP und Raiffeisen-Generalsekretär, Grassers Verhalten, sich von Entscheidungen, die er selbst mit zu verantworten hat, sich aber davon distanziert, als „menschlich inferior“. Für ihn sei Grasser eine sonderbare Form der Ich-AG, wobei „Ich“ für Karl-Heinz Grasser und AG für „alles geht“ stehe.[77]
- Grasser behauptete im November 2006 mehrfach, „vor kurzer Zeit in der Financial Times zu einem der besten europäischen Finanzministern gewählt worden zu sein.“ Wie sich jedoch am 6. Dezember herausstellte, war dem nicht so. Ralph Atkins, Autor des betreffenden Artikels, dementierte diese Behauptungen mit den Worten: „Ich habe den österreichischen Finanzminister nicht erwähnt, weil die budgetpolitischen Indikatoren nicht für eine Top-Platzierung in puncto Leistung des Ministers ausreichen.“ Grasser erschien zwar in der Liste der „effektivsten“ Finanzminister Europas an erster Stelle, jedoch nur, weil die Finanzminister alphabetisch nach Ländern gereiht wurden. Grassers Name wurde hingegen im Artikel über Fachkompetenz und ökonomische Erfolge der EU-Finanzminister nicht erwähnt.[78][79]
- Unmittelbar nach seinem Ausscheiden als Finanzminister sorgte Grasser 2007 für mediale Kontroversen, als das Magazin Vanity Fair Fotos aus einem Shooting mit Starfotograf Michel Comte für die italienische L'Uomo Vogue veröffentlichte. Die Bilder zeigten ihn unter anderem mit nacktem Oberkörper und lässig umgelegtem Sakko in einem Hotel-Imperial-Setting. Grasser klagte gegen die unautorisierten Aufnahmen, betonte, sie seien teils für private Zwecke bestimmt gewesen, und warf dem Magazin unsauberen Journalismus vor. Die Affäre führte zur fristlosen Entlassung eines beteiligten Journalisten und unterstrich Grassers Grenzgängertum zwischen Politik und Prominenz.[80][81]
- Der Rechnungshof kritisierte die Privatisierung des Dorotheums unter Grasser, da der Verkaufspreis unter dem tatsächlichen Wert lag.[82]

## Strafprozess
Am 21. Juli 2016 gab die Wirtschafts- und Korruptionsstaatsanwaltschaft bekannt, gegen Grasser und Peter Hochegger, Walter Meischberger, Ernst Plech sowie zwölf weitere Personen in den Causae BUWOG und Terminal Tower Anklage wegen des Verdachts auf Untreue und illegale Geschenkannahme zu erheben. Der verursachte Gesamtschaden beläuft sich laut Anklage auf zehn Millionen Euro, woraus sich ein Strafrahmen von bis zu zehn Jahren Haft ergibt.
Am 4. Dezember 2020 wurde Grasser am Straflandesgericht Wien in erster Instanz zu acht Jahren Haft verurteilt. Das Gericht befand ihn in den Anklagepunkten Untreue, illegale Geschenkannahme und Beweismittelfälschung für schuldig. Seine Anwälte kündigten Berufung und Nichtigkeitsbeschwerde beim Obersten Gerichtshof (OGH) an. Ebenfalls verurteilt wurden die Mitangeklagten Meischberger (sieben Jahre) und Hochegger (sechs Jahre Zusatzstrafe).
Über die durch seine Anwälte eingelegte Nichtigkeitsbeschwerde und Berufung entschied der OGH am 25. März 2025: Die Nichtigkeitsbeschwerde wurde verworfen, das Verfahren zur Beweismittelfälschung wurde wegen Urteilsmängeln an die erste Instanz zurückverwiesen. Über die Berufung entschied er mit Bestätigung des Schuldspruchs, aber mit Halbierung des Strafausmaßes auf vier Jahre.
Die Justizanstalt Innsbruck ist für Grasser zuständig, da er in Kitzbühel gemeldet ist. Am 2. Juni 2025 trat Grasser dort die Haftstrafe an.

## Trivia
- 2006 veröffentlichte die Bild-Zeitung Fotos aus dem Privatleben des Ehepaars Grasser.[90] Im nachfolgenden Rechtsstreit wurden dem Ehepaar in erster Instanz jeweils 20.000 Euro wegen der erfolgten Bloßstellung zugesprochen.
- Grasser war auch von einer Google-Bombe betroffen. Seine Homepage erschien bei der Suche nach den Worten völlige Inkompetenz an erster Stelle.
- 2009 veröffentlichte das Liedermacher-Duo Christoph & Lollo das Lied Karl-Heinz.[91][92]

## Auszeichnungen
- 2003 Großes Goldenes Ehrenzeichen am Bande für Verdienste um die Republik Österreich[93]